# Trypsinogène

Diagramme physique du trypsinogen (H-Ala-Pro-Phe-Asp-Asp-Asp-Asp-Lys-OH)

Le trypsinogène est une protéine sécrétée par le pancréas. Il s'agit de la proenzyme (précurseur inactif) de la trypsine, une enzyme digestive. Le trypsinogène est activé par les entérokinases présentent à la membrane des cellules épithéliales de l'intestin.